# W Sagittarii
W Sagittarii är en trippelstjärna och pulserande variabel  av Delta Cephei-typ (DCEP) i stjärnbilden Skytten. 
Stjärnan varierar mellan visuell magnitud +4,28 och 5,10 med en period av 7,594984 dygn.
Det är huvudkomponenten A som är cepheid och superjätte. De båda övriga komponenterna har designationerna ADS 11029 och WDS J18050-2935.